# レネ
レネ（デンマーク語: Rønne、レンネ、レーネとも）は、デンマークのボーンホルム島にある町。人口は1万3807人（2022年1月1日）。以前は町だけでひとつの基礎自治体をなしたが、いまはボーンホルム市の行政の中心である。
天然の良港とバルト海における戦略的位置のため、ニシン漁で発展するかたわら、たえずドイツとスウェーデンの影響にさらされてきた。丸石の石畳や外面真壁づくりの家々、数々の博物館は今日、デンマーク本土のみならずドイツ、スウェーデン、ポーランドから多くの観光客を惹きつけている。

## 歴史
レネは1000年ごろ、自然港の周りの漁村として成立したと考えられている。1275年ごろ、現在のルネ教会の場所に、聖ニコラウスをまつる教会が建立された。コミュニティにはまもなく、住民のなかから町長を選び、議会と裁判所を設けられる市場町の地位が与えられた。しかし、14世紀に入ると、デンマーク王やルンド大司教、それに北ドイツの諸侯までがこの町をめぐって争うようになった。ドイツ沿岸とスウェーデン沖のゴットランド島の中間という戦略的位置から、ドイツ人も大いに関心を示した。教会は1360年に増築され、レネ教区が設置された。貿易で栄えていたため、15世紀初頭まで、北ドイツのリューベック人から頻繁に略奪や焼き討ちにあった。

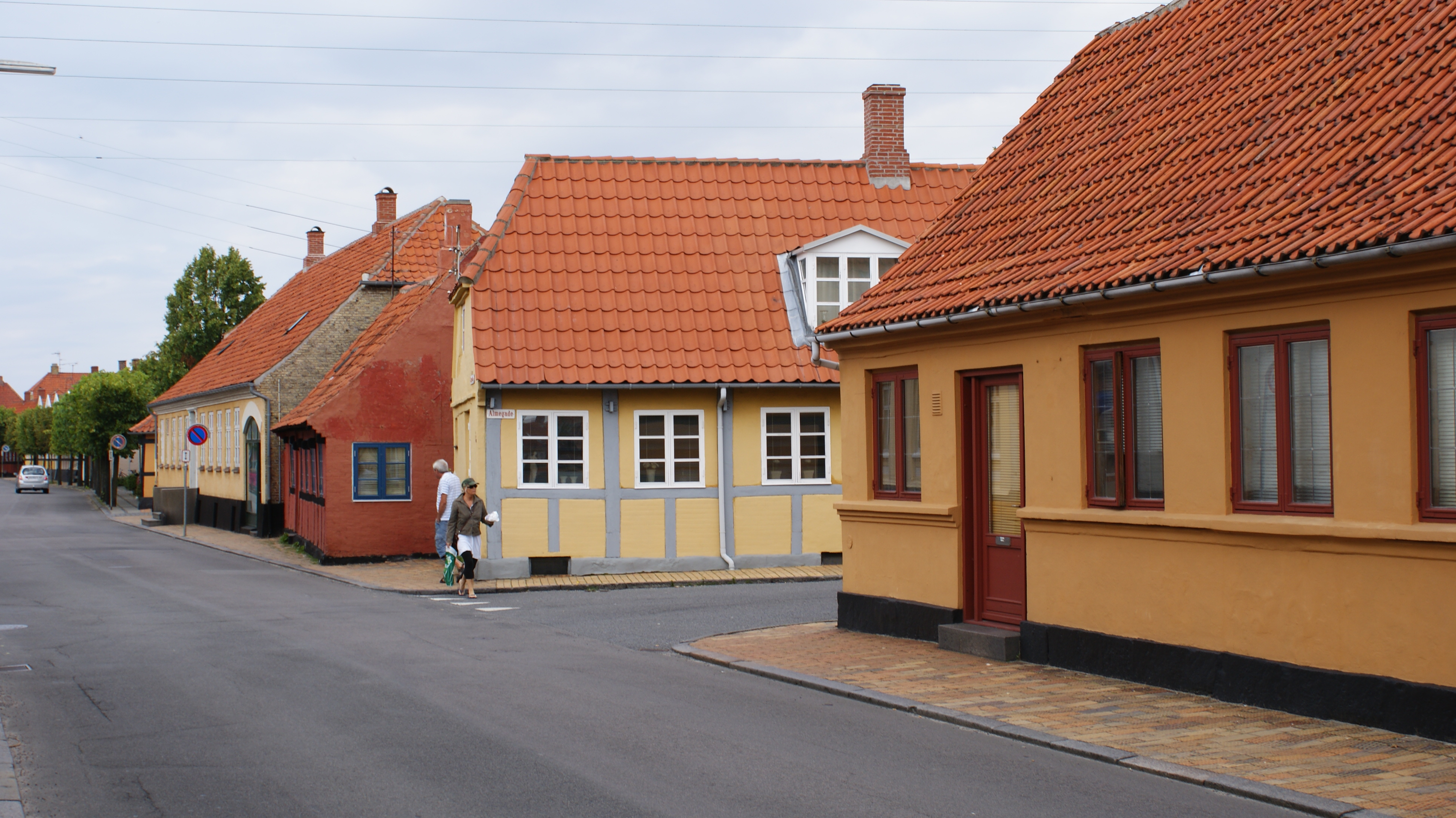
町内の古い家屋

1525年、デンマークが返済できない巨額の債務の担保として、ドイツ人はボーンホルム島を支配下に入れた。彼らは商人がレネで商売をはじめることも認めた。リューベック人は海産貿易の発展に貢献したが、地元住民から重税を取り立てた。これに住民は立ち上がり、リューベック人を島から追い出したが、ほかのドイツ人には残留を認めた。この結果、1576年にレネはデンマークに復帰した。しかし、このときまでにバルト海はその戦略的重要性をほとんど失っていた。漁業は衰退し、1619年と1655年の二度伝染病に襲われ、回復までに数十年を要した。

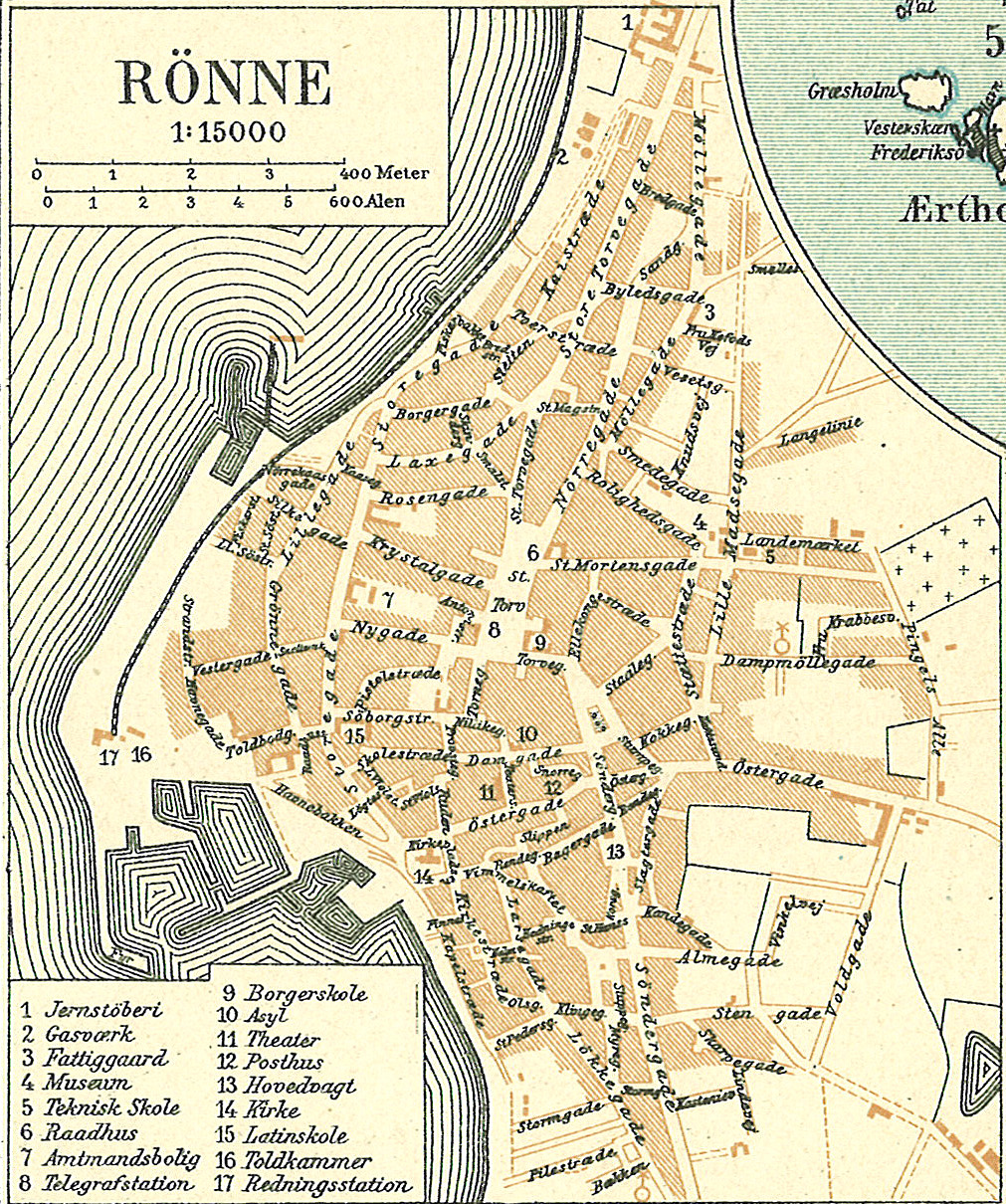
1900年のレネ市街図

デンマーク・スウェーデン戦争のさなかの1658年4月、ロスキレ条約でデンマークがボーンホルム島をスウェーデンに割譲したことは、島にとってさらなる試練となった。しかし、同年12月に地元住民がスウェーデン人を追い出したため、その支配は短期間に終わった。
1834年、町の中央広場に町役場ができた。このレネとボーンホルム島の行政の中心には、裁判所と牢獄も併設されていた。

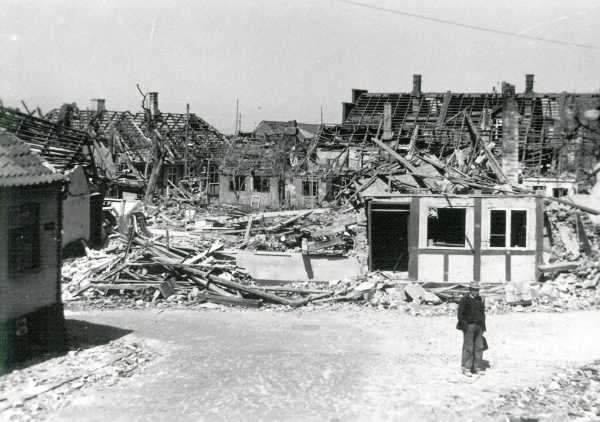
1945年5月の空襲後の惨状

第二次世界大戦直後の1945年5月7日から8日、ドイツ軍の司令官が降伏を拒んだため、町はソビエト軍の爆撃を受けた。デンマークはすでに5月4日に解放されていたが、ソビエト軍がボーンホルム島に進駐したのは5月9日であった。デンマーク当局と合意に達した1946年4月5日、ソ連はようやく撤退し、島は再びデンマークの主権下に入った。
爆撃によってレネの大部分の建物が被害を受け、市街地の再建や伝統的建築物、古風な街路、外面真壁づくりの家屋の修復には数年かかった。これに対してデンマーク本土やグリーンランド、フェロー諸島から寄せられた義捐金は800万デンマーク・クローネにのぼり、スウェーデンも300軒の真壁家屋の修復を支援した。

## 経済
中世、レネの経済はニシン産業の発展で急速に成長した 。しかし、16世紀後半に漁業が衰退の兆しを見せてからは、300年にわたって成長はとまったままだった。陶業はいまも続いており、レネには50軒ものお店がある。しかし、地元経済にとって最も重要なのは観光で、観光客向けの有名な砂浜が数ヶ所ある。

## 振り子時計

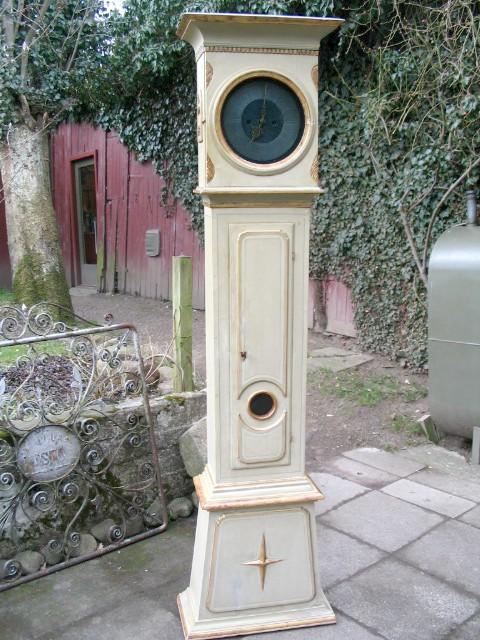
ボーンホルム振り子時計

レネは、18世紀半ばから1900年ごろまで製造されていた振り子時計によっても知られる。時計づくりは、1744年にイングランドを出航したオランダ船がレネ沖で座礁し、積んでいた5個のホール時計が壊れてしまったことに端を発する。船乗りたちは、時計を直すことのできた地元の旋盤工ポール・オッテセン・アーベのもとを訪ねた。この経験から、彼は自前で時計をつくれるようになり、地元に新しい産業がうまれた。
まもなく、数軒の工房がつくりはじめたボーンホルム時計は、よそのモデルよりも安いことから人気を集めた。19世紀初頭、町内の時計工房は30軒を数えた。1840年代には、毎年2000個を生産するまでになった。長年、木製や金属製のさまざまな時計がつくられた。小型の振り子時計もまた、人気を博した。19世紀末に入ると、オートメーションの安価な時計が流入して、生産は終わりを迎えた。

## 建築

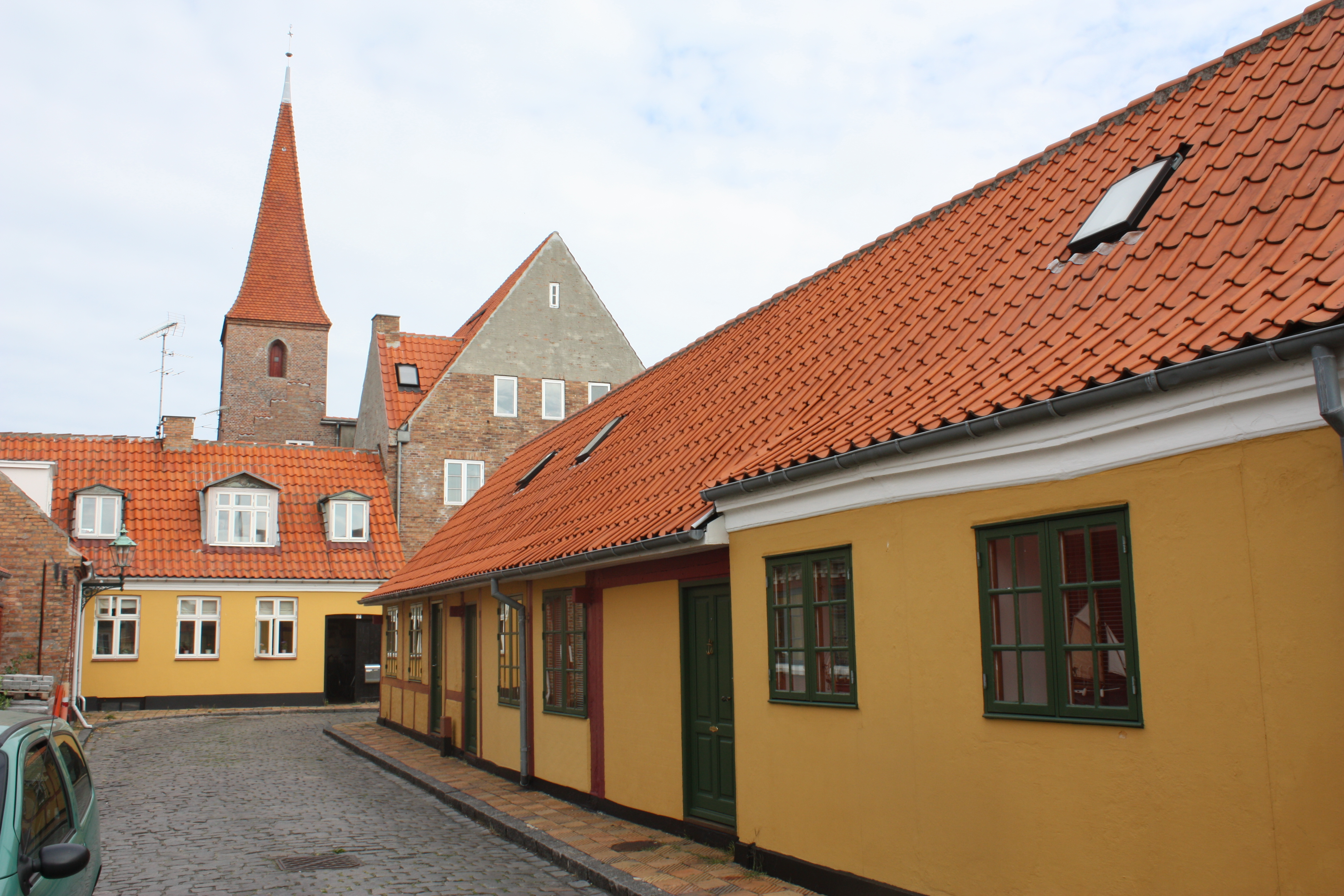
レネの伝統的な建築様式

町は趣きある丸石の石畳と、低い真壁づくりの家々が特徴的である。なかでもラクセ通りとストーレ通りには、かつて商人や貴族が邸宅や取引所として所有した、歴史ある住宅が軒を連ねる。有名な建物として、ボーンホルム博物館、防衛博物館、聖ニコライ教会、南部のスメデゴーズ乗馬学校、1880年に完成した灯台がある。
ボーンホルム博物館では、旧石器時代から第二次世界大戦における占領を経験した現代までのレネ、およびボーンホルム島の歴史が展示されている。この島に関連する多くの青銅器・鉄器時代の史料を見ることができるが、島内で出土したミョルニル像はここではなく、デンマーク国立博物館に収蔵されている。ローマ時代の硬貨、陶器、絵画などのコレクションがある。

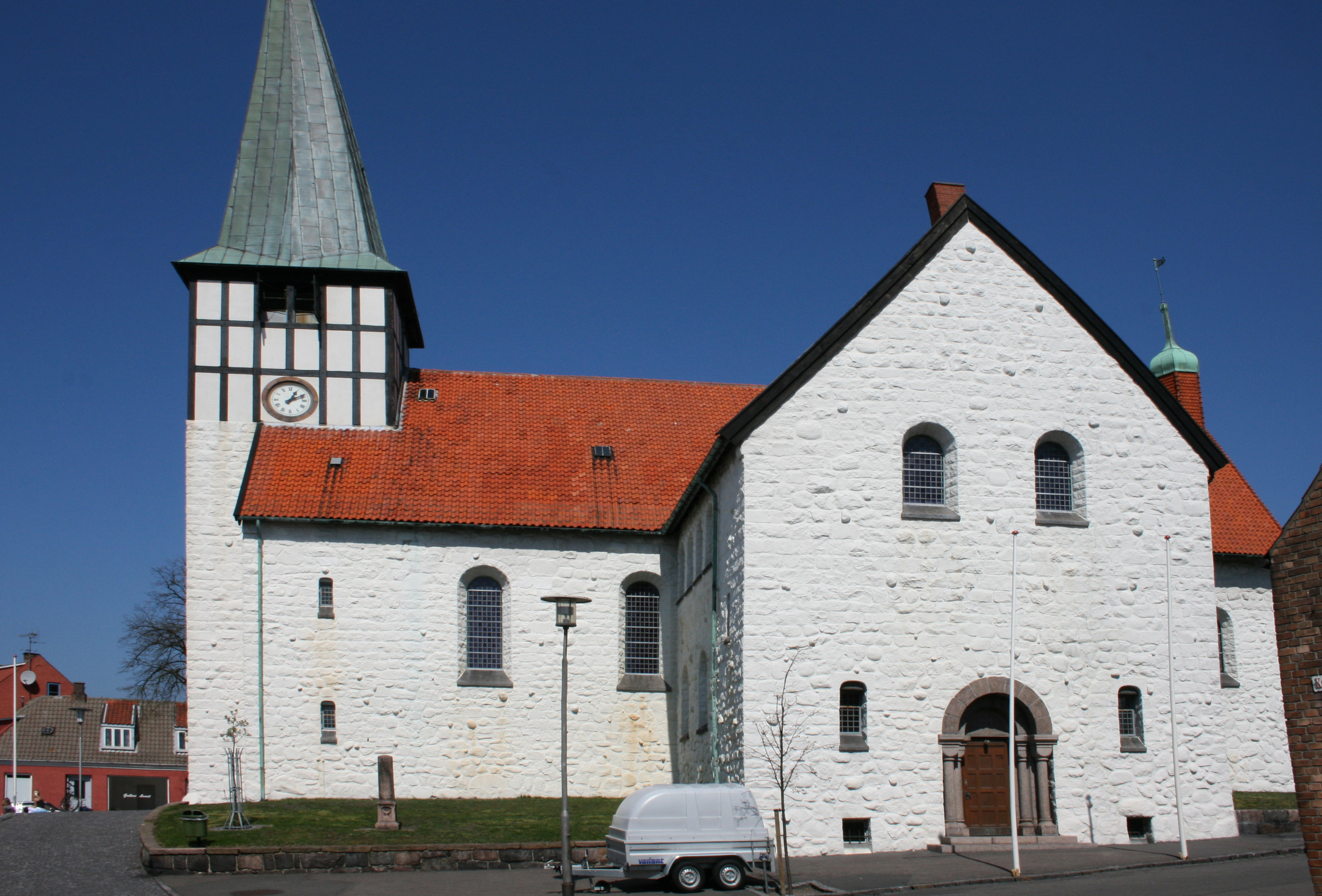
聖ニコライ教会

聖ニコライ教会は特徴的な尖塔を有するコペンハーゲン教区の教会で、1918年に改修され現在の姿になった。13世紀の教会のうえに建立されたため、今でもその一部を見ることができる。レネ防衛博物館は、厚さ3.5メートルの防壁の内側に築かれた望楼にある。この要塞は町の防衛のため1744年につくられたが、使われることは一度もなかった。大砲、剣、爆弾、軍服などの軍事史料が収められている。中央広場はかつて、軍事パレードの会場となった。町の中心部にはレネ公共図書館やノルデアバンクのほか、昔の商人や貴族の倉庫や邸宅群が残っている。そのなかでは、1806年に建てられ現在は博物館になっているエーリシセンス・ゴール、1846年に建てられ現在は陶磁器博物館に改装されている新古典建築のコンマンダントゴールデン、ストーレ通り36番地に位置するアムトマンズゴールデンが挙げられる。レネで最も古い外面真壁づくりの建物は、1624年のトールドボーデンという倉庫である。広場には、かつて町役場と裁判所と監獄を兼ねた1834年築のトルフスという建物が面している。1823年にできたレネ劇場は、いまも使われているなかでは国内最古の公営劇場である。レンガ造りの建物としては、1744年に当時閉鎖されたハンメルスフスのレンガを転用し、兵営としてつくられたセンダー通り12番地のホーヴェドヴァグテンが最も古い
。
教会からそれほど遠くない海沿いに、八角形をした白い鉄製のレネ灯台がある。1880年に完成し、1989年にその役目を終えた。

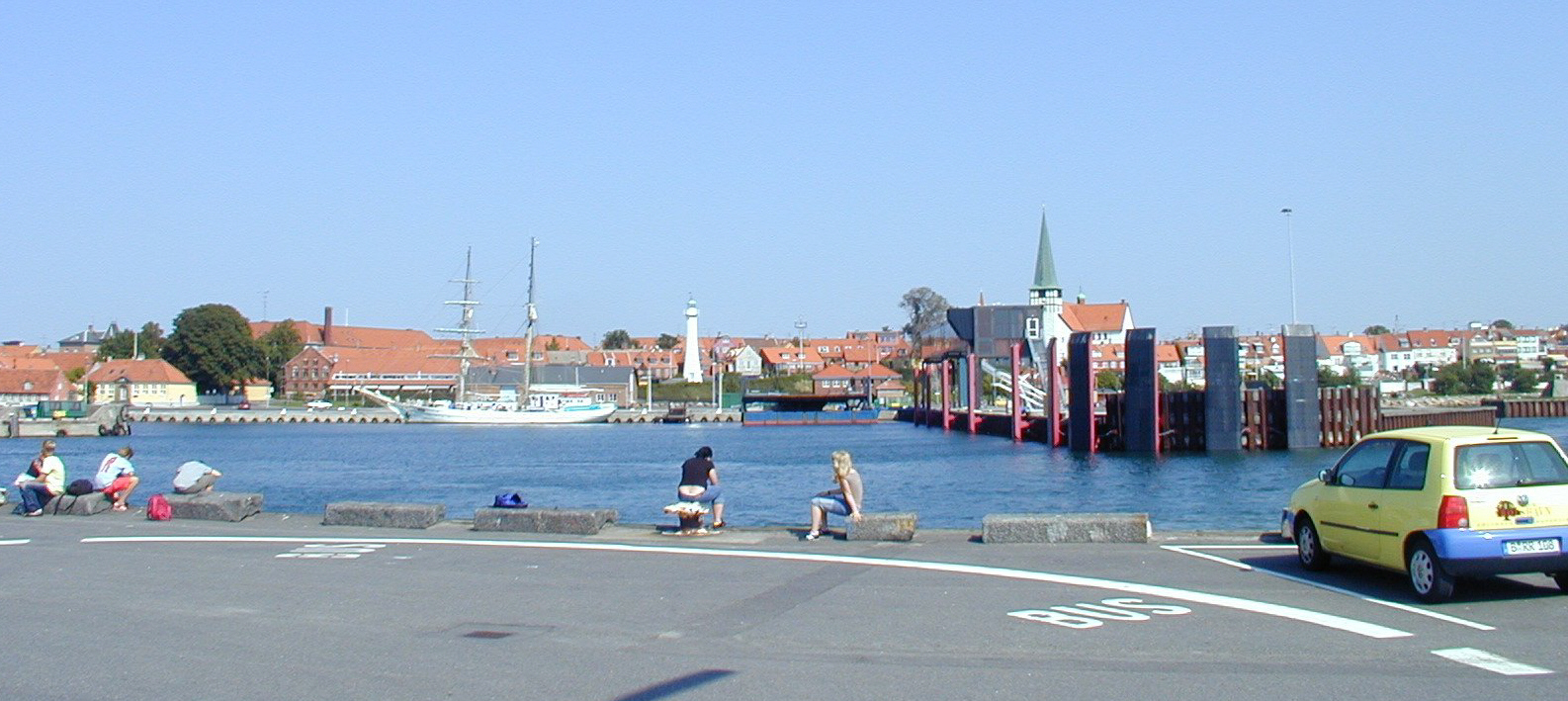
レネ港

## 交通

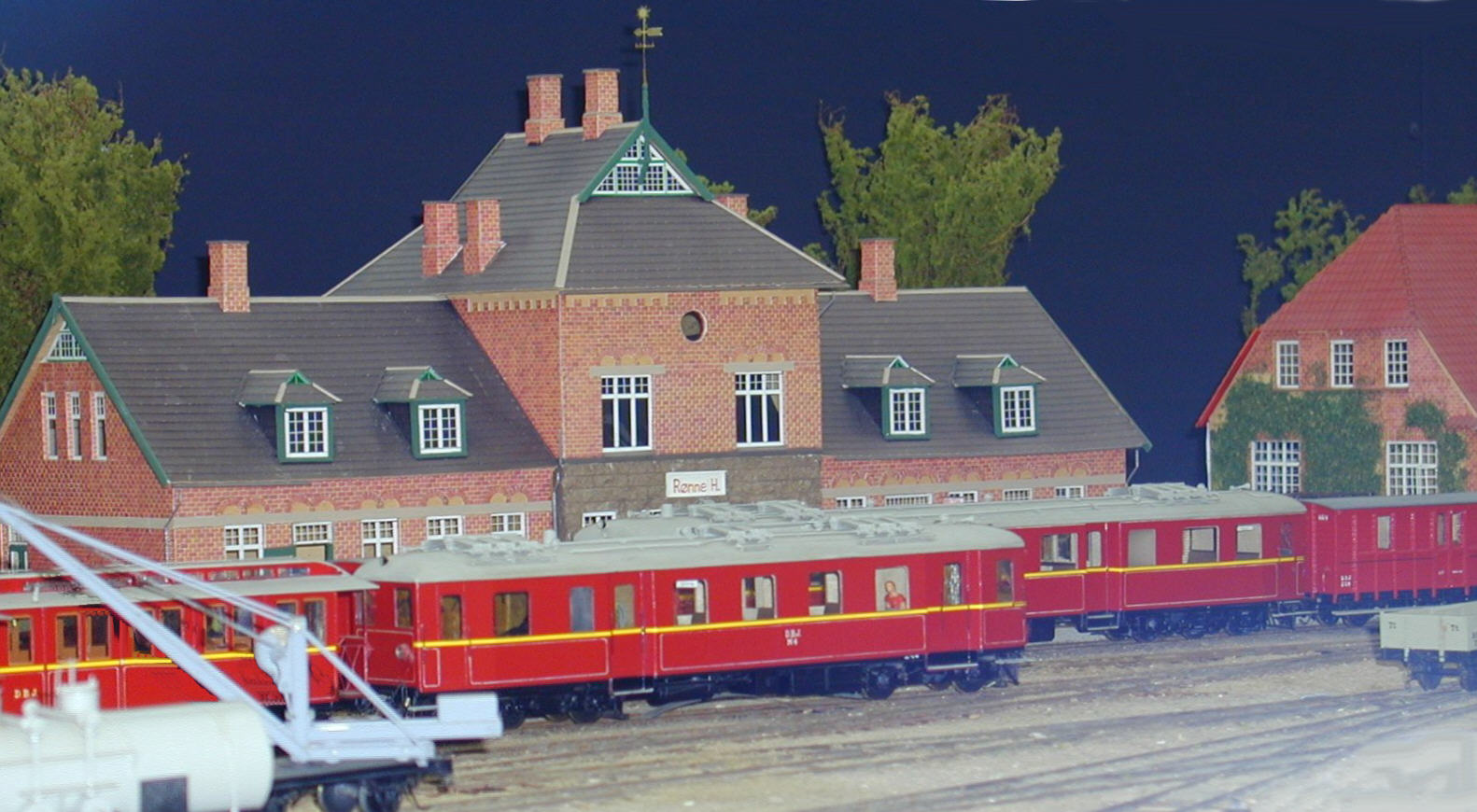
ボーンホルム博物館に展示されているレネ駅の模型

レネとデンマーク本土や諸外国とは、フェリーで結ばれている。ボーンホルムフェリーのキューゲやイースタッド、ザスニッツ便、ポルフェリーズのシフィノウイシチェ便がある。コペンハーゲンから鉄道でイースタッドまで行き、そこで高速双胴船に乗り換える方法もある。町外になるが、ボーンホルム空港にはコペンハーゲン便や、夏の臨時便が就航している。

## 姉妹都市
- クレッサーレ（エストニア）
- マンッタ（英語版）（フィンランド）
- ヘイヤンゲル（ノルウェー）
- ダルロヴォ（英語版）（ポーランド）
- ヴワディスワヴォヴォ（英語版）（ポーランド）
- カールスハムン（英語版）（スウェーデン）
- ロンネビュー（英語版）（スウェーデン）
- シムリスハムン（スウェーデン）
- セルヴェスボリ（英語版）（スウェーデン）
- ノイシュタット・イン・ホルシュタイン（英語版）（ドイツ）
- ヴォルガスト（ドイツ）
- サンマリノ市（サンマリノ）

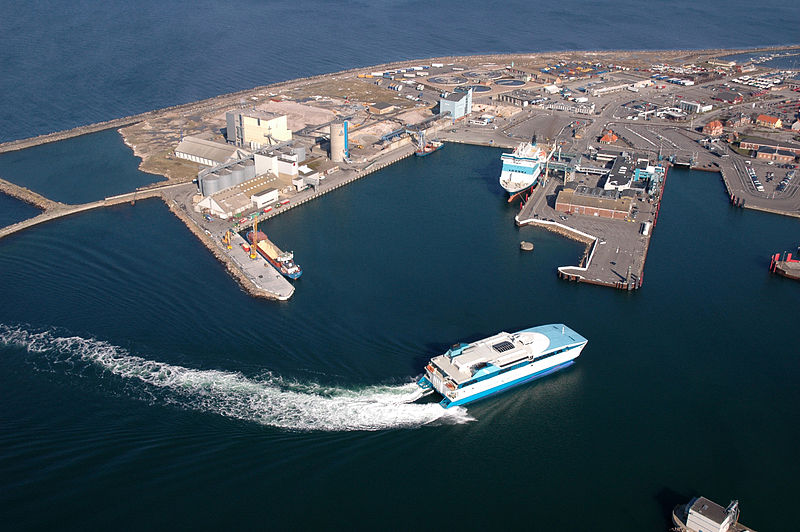
レネ港に入港するHSCヴィルム・クラウセン